# Cathédrale Sainte-Marie d'Urgell
Cette  cathédrale n’est pas la seule cathédrale Sainte-Marie.
La cathédrale Sainte-Marie d'Urgell est la cathédrale catholique de la ville de La Seu d'Urgell, dans la province de Lérida (Catalogne), en Espagne. Elle est le siège du diocèse d'Urgell.

## Histoire
La cathédrale fut construite à partir de 1116, elle est une des plus anciennes de Catalogne, elle a donné son nom à la ville qui l'entoure, originellement appelée Urgell, elle est aujourd'hui appelée La Seu d'Urgell nom dérivé du latin Sedes Urgelli (le latin Sedes, devenu Seu en catalan, signifie qu'elle est le « siège » de l'évêché).
La cathédrale est dédiée à la vierge d'Urgell, patronne de la ville, une statue de la Vierge Marie du XIIIe siècle, appelée aussi la Vierge d'Andorre.

## Description
Elle est unique en Catalogne avec son style roman italien sur les ornements de sa façade.

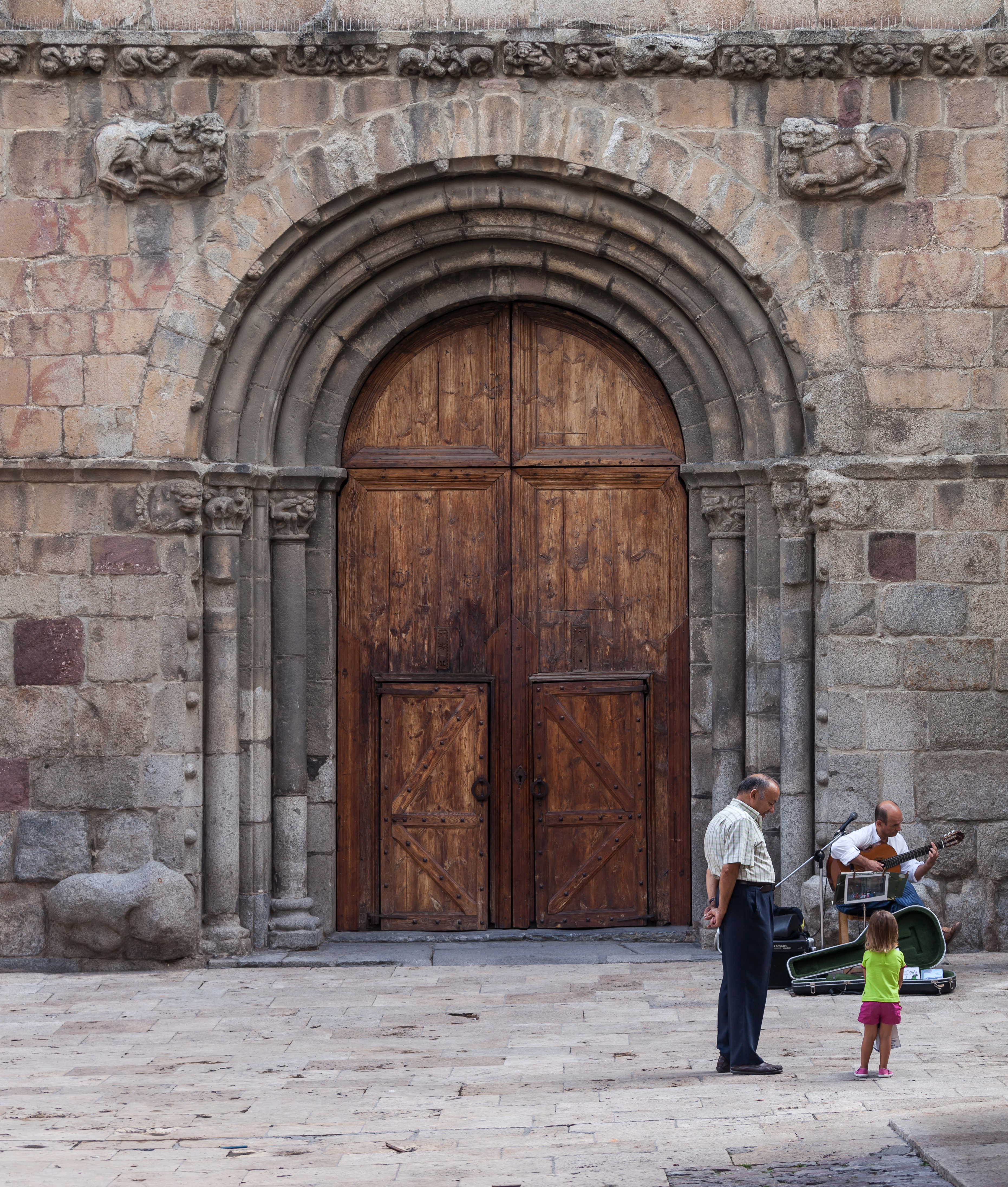
Le portail de la cathédrale.
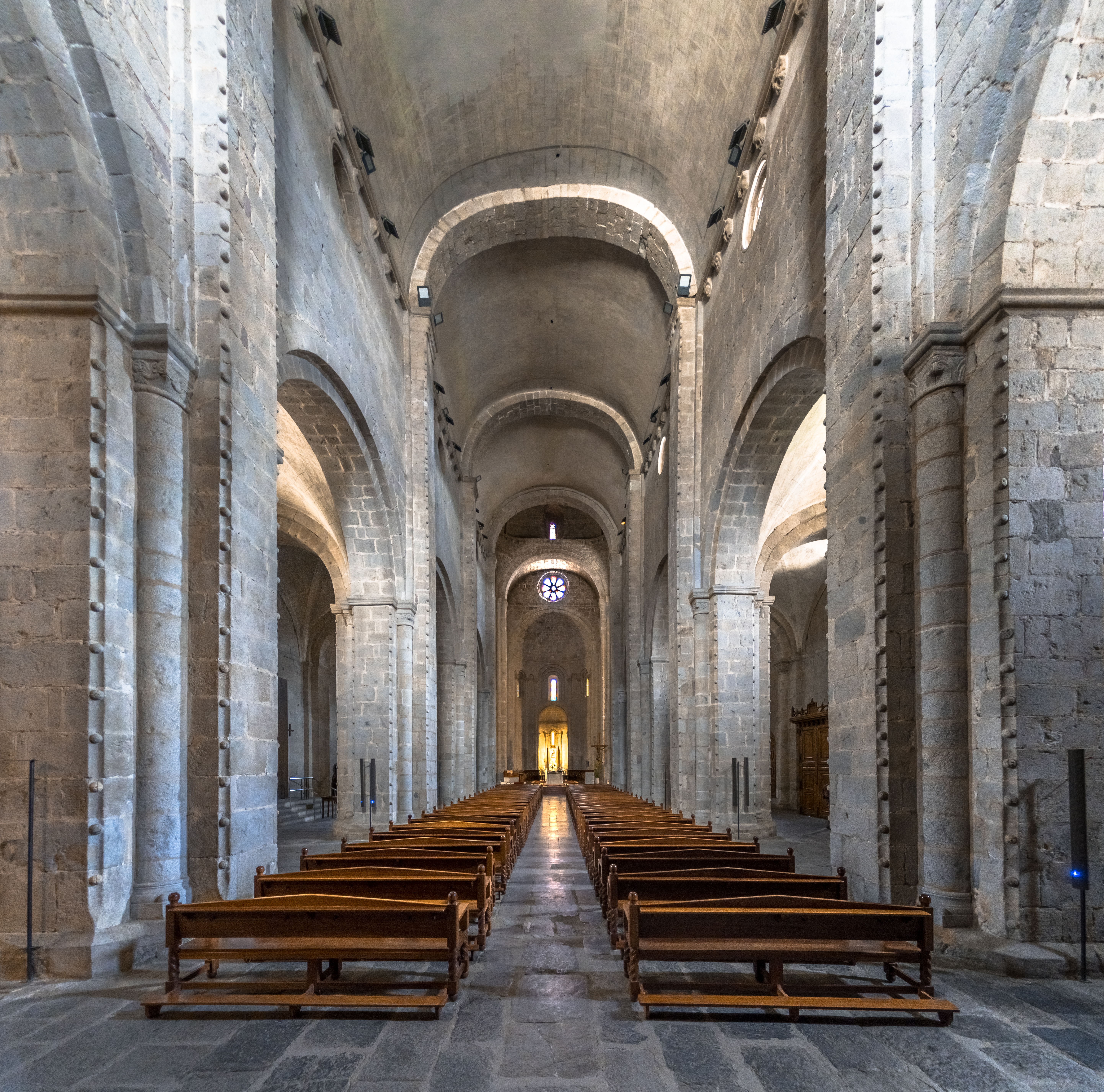
La nef centrale.
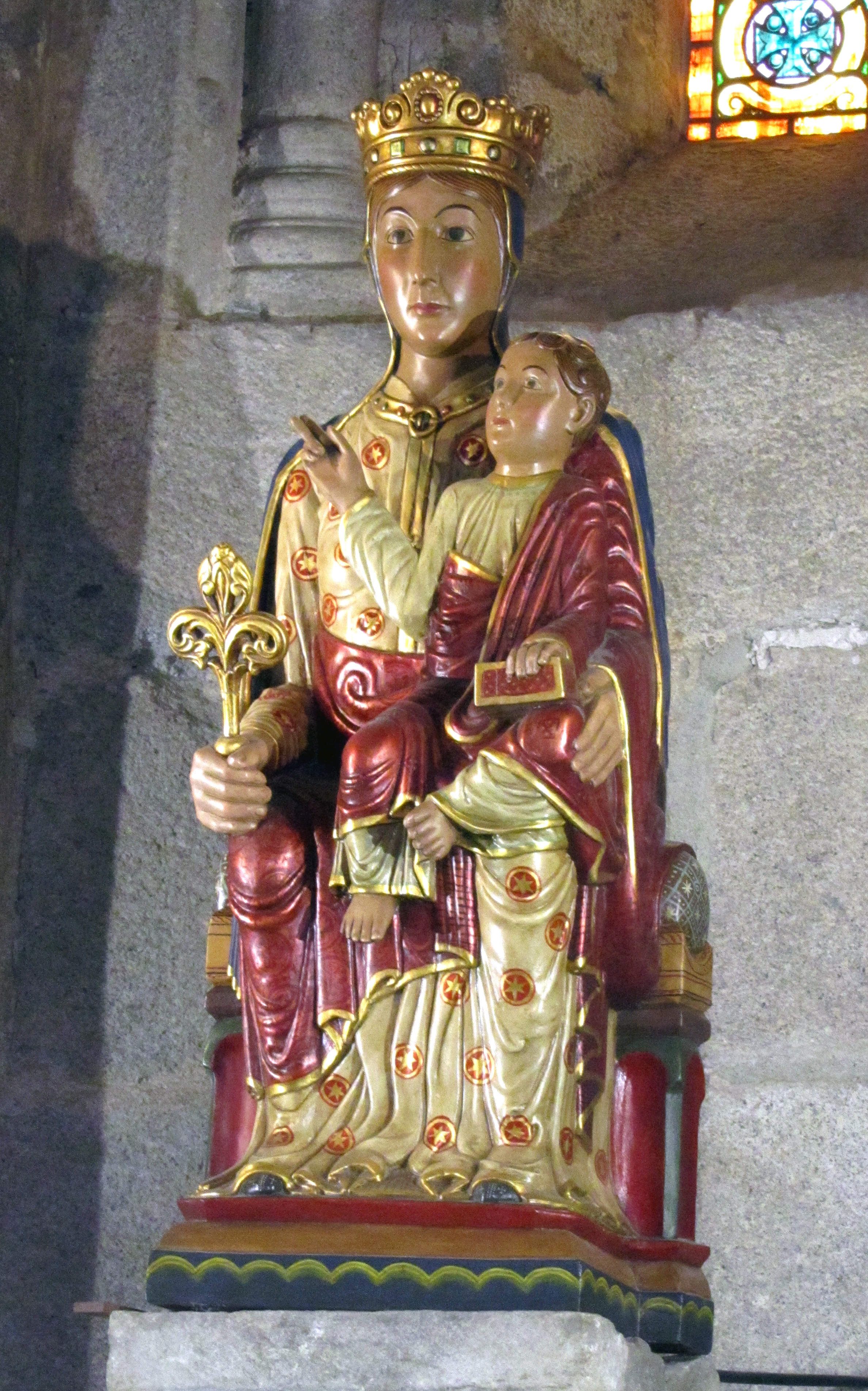
La Vierge d'Urgell.
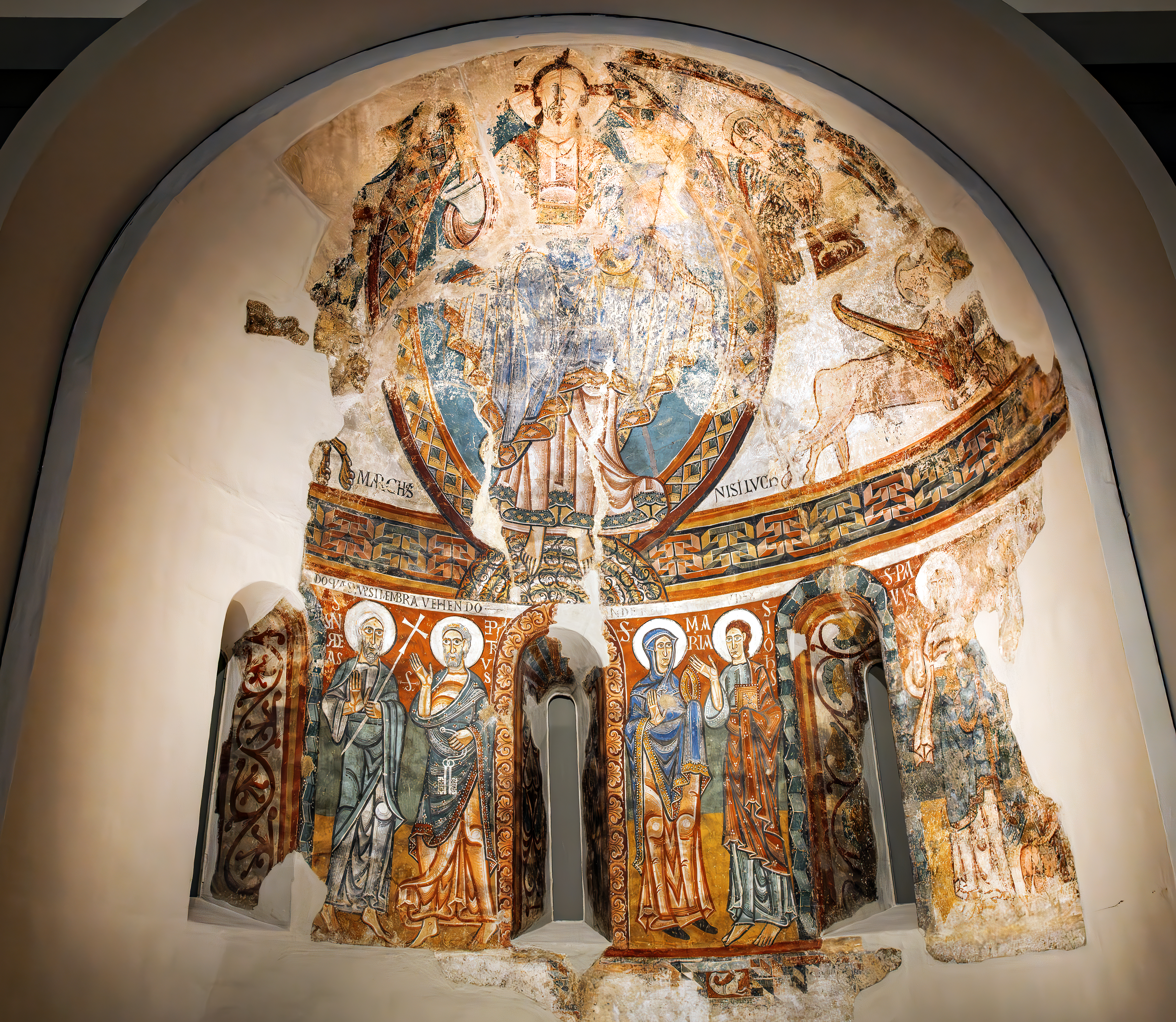
Absis de Sant Pere de la Seu d'Urgell, musée national d'Art de Catalogne.